# Нова Ирска
Нова Ирска (ток писин Niu Ailan, енгл. New Ireland, бивши Нови Мекленбург Neumecklenburg) је острво у Тихом океану и провинција Папуа Нове Гвинеје. Острво је део Бизмарковог архипелага, дуго је 320 километра и широко мање од 10 километра. Површина острва је 8.650 km². На њему живи око 100.000 људи. Највиши врх острва је Ламбел који има висину од 2150 метара. 